# CrunchBang Linux
CrunchBang Linuxとは、LinuxディストリビューションであるDebianをベースとした軽量ディストリビューションである。ウィンドウマネージャとしてOpenboxを採用したことにより、Ultra-Mobile PC (UMPC) などのローエンドなマシンでも軽快な動作を可能にしている。Live CDからインストールが可能。2015年2月6日に開発終了がアナウンスされた。一部のlinuxディストリビューションがCrunchBangを踏襲し、開発が進められている。主だった開発チームはBunsenLabsとCrunchBang++の２つ。

## 概要
CrunchBang Linuxは軽量かつユーザビリティの高いデスクトップLinuxを目指して開発されている。GNOMEやKDE等の重量級デスクトップ環境を使わずウィンドウマネージャのOpenboxとパネル・タスクバーマネージャであるtint2の組み合わせでデスクトップを構成し、起動や終了に必要とする時間は派生元であるUbuntuよりも短い。Ubuntuに標準でインストールされているアプリケーションのうちいくつか（Evolution、OpenOffice等）が他のアプリケーションで置き換えられており、またUbuntuインストールには含まれない多くのアプリケーションが追加されている。

## Ubuntuとの比較
- ウィンドウマネージャとしてOpenboxを採用している
- ファイルマネージャとして、ファイルの代わりにPCMan File Managerを採用している
- OpenOfficeの代わりにAbiwordおよびその他のアプリケーションを採用している
- VoIPクライアントとして、EkigaではなくSkypeを採用
- パネル・タスクバーマネージャとしてtint2を採用(9.04以降)
- Ubuntuのように茶色くない :) (公式より)

## 日本語対応
ライブCDの部屋が、日本語化をしている。(2013.7.4現在)

## 参考
- CrunchBang ? A faster Ubuntu